# Saldula pexa
Saldula pexa är en insektsart som beskrevs av Drake 1950. Saldula pexa ingår i släktet Saldula och familjen strandskinnbaggar. Inga underarter finns listade i Catalogue of Life.